# Japan Tobacco
Japan Tobacco Inc. (日本たばこ産業株式会社 Nihon Tabako Sangyō Kabushiki-gaisha?,  abreviado JT) es una compañía manufacturera de cigarrillos. Forma parte del índice Nikkei 225 y el TOPIX Large70. En 2009 la compañía figuraba en el puesto número 312 en la lista Fortune 500. La sede de la compañía está situada en Toranomon, Minato, Tokio, mientras que la sede internacional se encuentra ubicada en Ginebra, Suiza. Desde 2020, el presidente de la compañía es Hiroshi Kimura y su director general Mitsuomi Koizumi. Fue fundada como una empresa del gobierno japonés en 1945 y se convirtió en una empresa pública el 1 de abril de 1985. Es la predecesora de Japan Monopoly Corporation. 

## Historia
La compañía traza sus orígenes a 1898, dónde el Gobierno Japonés estableció un monopolio para garantizar la recaudación de impuestos de las ventas de las hojas de tabaco. En 1904, el monopolio de la hoja se amplió para hacerse cargo de todas las operaciones comerciales de tabaco de Japón, incluidos los productos de tabaco manufacturados, como los cigarrillos. La razón aparente de la expansión del control del monopolio estatal fue ayudar a financiar la Guerra ruso-japonesa de 1904, pero debido a que todos los intereses extranjeros del tabaco fueron eliminados por la fuerza bajo el esquema de la monopolización, esto también protegió el negocio nacional del tabaco durante los siguientes ochenta años.

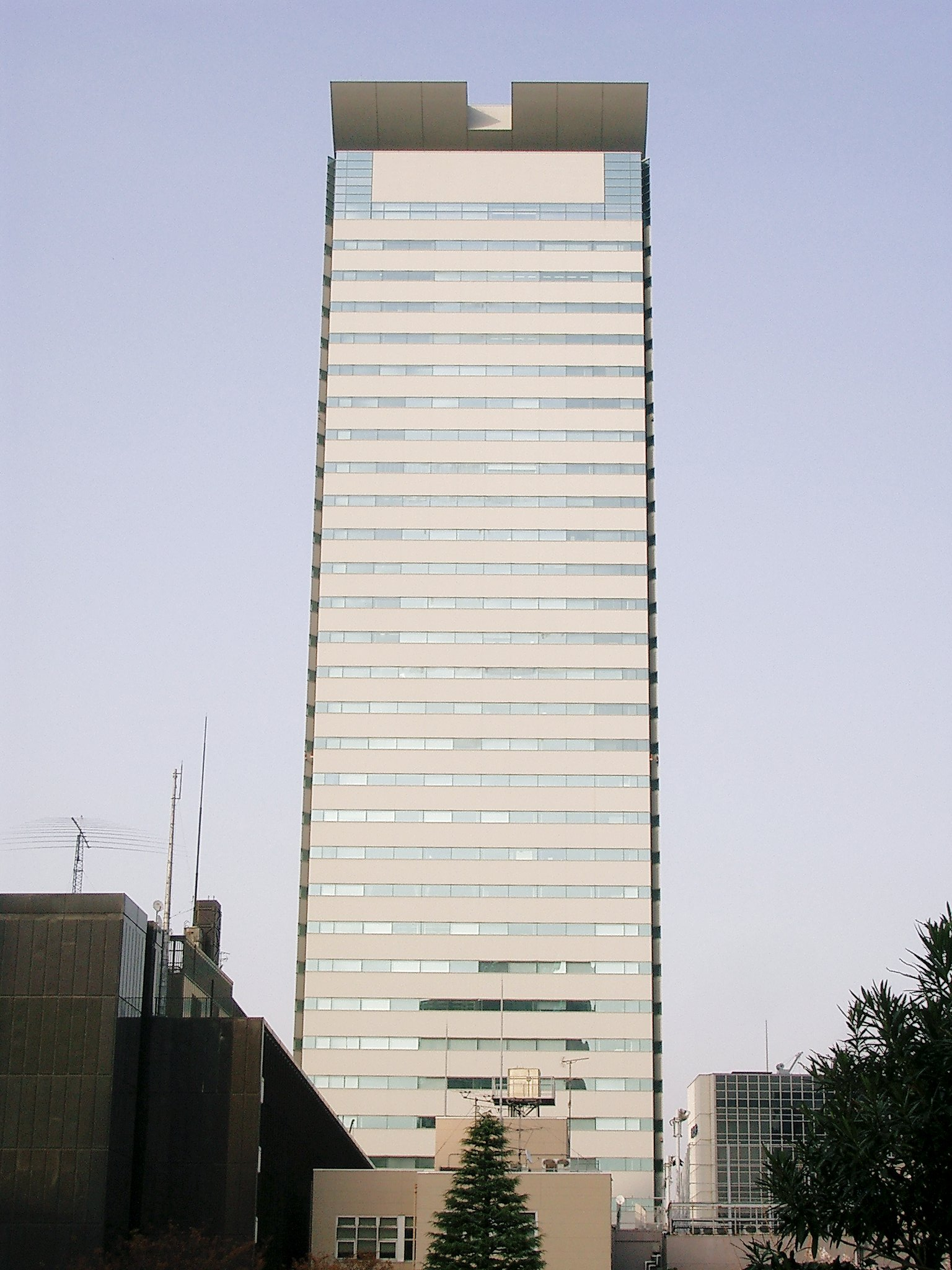
imagen de edificio Japan Tobacco

El negocio operó dentro del Gobierno japonés como un brazo del Ministerio de Finanzas hasta 1949, cuando se estableció la Corporación Pública del Tabaco y la Sal de Japón (en japonés: 日本専売公社, transliterado: Nippon Senbai Kōsha, que significa literalmente: "Corporación Pública del Monopolio de Japón") para hacer cumplir las políticas de relaciones laborales restrictivas bajo la Ocupación Estadounidense de Japón. La Corporación Pública del Tabaco y la Sal de Japón se mantuvo completamente como un monopolio estatal, bajo dirección del Ministerio de Finanzas japonés hasta 1985, cuando la Japan Tobacco, Inc. se formó como sociedad anónima que cotizaba en la bolsa japonesa. Las ventas de acciones al público comenzaron en octubre de 1994. Japan Tobacco pasó a formar parte del Ministerio de Finanzas en dos-tercios en junio de 2003, y el Ministerio siguió teniendo el 50% hasta marzo de 2013. En mayo de 2012 se anunció que el Gobierno vendería una sexta parte de sus acciones en circulación para recaudar 500 mil millones de yenes para financiar la reconstrucción del terremoto y tsunami de 2011. El gobierno le ofreció esta parte directamente a JT, que sin embargo únicamente estaba interesada en adquirir 200 mil millones. El resto 300 mil millones de yenes fue sacado al mercado. En 2013, el gobierno japonés reveló los detalles de sus planes para reducir su participación en Japan Tobacco en 10 mil millones de dólares, dedicando las ganancias a la reconstrucción en el noreste de Japón. El Ministerio de Finanzas vendió las acciones en marzo de 2013, vendiendo alrededor de 333 millones de los mil millones de acciones que poseía en ese momento. El gobierno sigue obligado por ley a poseer al menos un tercio de las acciones bursátiles de la compañía.

## Japan Tobacco hoy en día
Japan Tobacco tiene el 66,4% del mercado de cigarrillos en Japón. Aunque el consumo de tabaco está disminuyendo en Japón, los japoneses siguen siendo grandes fumadores, con un promedio de 1.800 cigarrillos per cápita en 2013, en comparación de los 1.000 per cápita de los Estados Unidos y 926 en España.
En abril de 2012 se anunció que Mitsuomi Koizumi se convertiría en presidente y el presidente hasta ese entonces Hiroshi Kimura se convertiría en Director Ejecutivo. Wakui había sido anteriormente parte del Ministerio de Finanzas. Koizumi asumiendo la presidencia significaría que por primera vez desde el 1985, ni el presidente ni el director Ejecutivo pertenecían al Ministerio.
El 30 de octubre de 2013, la JT anunció que cerraría cuatro fábricas japonesas y eliminaría 1.600 puestos de trabajo mediante jubilaciones voluntarias. Se planeó que se completara en marzo de 2016. JT también planificó consolidar 25 sucursales en 15 sedes regionales y cerrar las operaciones de procesamiento de hojas y máquinas expendedoras.
Japan Tobacco también opera en alimentos, productos farmacéuticos, la agroindustria, ingeniería y bienes raíces. Dejó la industria de las bebidas en septiembre de 2015. Como parte de las actividades farmacéuticas, la empresa vendió una colección de compuestos de inhibidores de los canales de potasio a Metrion Biosciences en 2018.

## Japan Tobacco International
Japan Tobacco International, que fue adquirida en 1999 R.J. Reynolds, es una división operativa de Japan Tobacco Inc., y produce, comercializa y vende las marcas de cigarrillos del grupo a nivel internacional. Vende las marcas Camel, Salem Y Winston en España e Hispanoamérica. 
Japan Tobacco completó la adquisición extranjera más grande en la historia de Japón con la compra de Gallaher Group plc en abril de 2007. Japan Tobacco dirige el Musel del tabaco y la Sal en Sumida-ku, Tokio.
"En 2006 y 2007, la Japan Tobacco planeó comenzar la producción en Serbia y también planeó invertir otros 100 millones de dólares. JT finalmente pagó 35 millones de dólares" [sic] para la venta del 98,5% de Senta Tobacco Industry en mayo de 2006, con una inversión adicional de 10 millones de dólares desde entonces. La planta tiene una capacidad de producción de unos cinco mil millones de cigarrillos al año.
El 12 de junio de 2014, JT concluyó un acuerdo para adquirir todas las acciones en circulación del productor británico de cigarrillos electrónicos Zandera Ltd, más conocido por su marca E-Lites. El 30 de abril de 2015, JT anunció que había acordado comprar el fabricante de cigarrillos electrónicos con sede en Florida Logic Technology Development LLC.
En septiembre de 2015 se anunció que JT compraría los derechos de Natural American Spirit para fuera de los Estados Unidos, por 5 mil millones de dólares.
En agosto de 2017, la empresa anunció que adquiriría a los productores indonesios de Kretek Karyadibya Mahardhika y Surya Mustika Nusantara de Gudang Garam por 677 millones de dólares. PT Karya Dibya Mahardhika tiene una marca principal en Indonesia. Apache, Extreme Mild y Minna International. Después de eso, adquirieron Mighty Corporation de Filipas por 936 millones de dólares.
En 2018, JT adquirió la corporación Donskoy Tabak, el cuarto fabricante de cigarrillos más importante de Rusia por una cantidad de 1,6 miles de millones de dólares.

## Demandas judiciales
Ha habido una serie de casos judiciales en Japón relacionados con el tabaquismo, ya sea directamente o indirectamente relaciones con Japan Tobacco.

### Demanda de los Shinkansen (1980-1987)
Un grupo de no fumadores presentó una demanda ante el Tribunal del Distrito de Tokio exigiendo que los trenes shinkansen (trenes bala) de los Ferrocarriles Naciones Japoneses proporcionaran más vagones para no fumadores. El casó se presentó en 1980 y aunque el Tribunal reconoció los riesgos para la salud del tabaco, el fallo del 27 de marzo de 1987 rechazó la demanda sobre la base que los demandantes no habían podido probar que los daños provocados hacía ellos estaban "más allá de los límites de la tolerancia".

### Demanda de Tokio (1998-2005)
En 1998, siete demandantes representados por el abogado Yoshio Isayama demandaron a JT en el Tribunal de Distrito de Tokio por una indemnización de 70 millones de yenes (465.00€ aproximadamente)-10 millones por cada demandante- por daños a la salud causados por fumar cigarrillos JT. Si bien se habían presentado casos similares en Nagoya, este fue el primer caso de este tipo en Tokio. Además de la compensación económica, los demandantes exigieron:
- Se prohibiese la venta de tabaco a través de las máquinas expendedoras.
- Se detuviese la publicidad en televisión y radio.
- Se suspenda la promoción en eventos públicos y deportivos.
- Se imprima una etiqueta de advertencia más estricta en la caja de cigarrillos.[26]

El caso de los demandantes fue desestimado el por el tribunal del distrito el 21 de octubre de 2003. El tribunal estuvo de acuerdo con el fallo de 1980 de que el tabaco tenía riesgos para la salud, pero sentenció que no había una relación causal entre el hecho de haber fumado los cigarrillos de JT y las enfermedades que tenían los demandantes. Además, el juez Kikuo Asaka denegó que la nicotina fuese altamente adictiva. Isayama dijo que el grupo demandante apelaría la decisión ante el Tribunal Superior de Tokio.

### Demanda de Yokohama (2005-2010)
En enero de 2005, los demandantes Kenichi Morishita, Koreyoshi Takahashi y Masanobu Mizuno presentaron un caso en el Tribunal del Distrito de Yokohama contra JT en busca de 30 millones de yenes (aproximadamente 200.000€) por enfermedades relacionadas con el tabaquismo. Moritisha murió de neumonía mientras de desarrollaba el caso, y JT usó el mismo argumento que en el caso de Tokio de 1998, que los fumadores tenían libertad de dejar de fumar en cualquier momento y que el cáncer y otras enfermedades tenían múltiples causas.
En enero de 2010 el Tribunal dictaminó que claramente existía una relación entre fumar, el cáncer de pulmón y las enfermedades respiratorios. Además añadió que fumar puede ser adictivo. Sin embargo, el tribunal rechazó la demanda por daños y perjuicios, añadió que los demandantes habían fumado por su propia voluntad y que no había pruebas de que fumar hubiese causado sus enfermedades. 

## Marcas

### Marcas insignías de JT
- Camel (Fuera de los Estados Unidos)
- Cabin
- Caster
- Hope
- Mild Seven
- Peace
- Salem (Fuera de los Estados Unidos)
- Pianissimo Peche
- Winston (Fuera de los Estados Unidos)
- Benson & Hedges (con Philip Morris International, British American Tobacco, y Gallaher Group)
- Sakura
- Seven Stars
- Camel Mild (Kretek)
- Camel Purple
- LD
- Natural American Spirit (Fuera de los Estados Unidos)
- Sobranie
- Glamour
- Silk Cut
- Hamlet

### Otras marcas
- Amadis
- Apache
- Amber Leaf
- Arsenal
- Aspen
- Belomorkanal
- Contessa
- Crescent & Star
- Death
- Doral
- Dorchester
- Export A
- Extreme Mild
- Frontier
- Fusion
- Genghis Khan
- Gold Coast
- Hi-Lite
- Islands
- Kool
- Kosmos
- Luch
- Lviv
- MacDonald
- Magna
- Mercedes
- Mi-Ne
- Minna International
- Mighty
- Monte Carlo
- More
- Nasha Prima
- Navy
- Nevskie
- Nil
- Nordic Spirit
- North Star
- Now
- Old Holborn
- Overstolz
- Peter 1
- Premier
- Prima
- Russian Style
- Sheikh
- Silk Cut
- Slavia
- Sportsman
- Sterling
- St. Michel
- Sweet Menthol
- Vantage
- Wave
- Winchester
- Wings
- YSL
- LD
- Lucky Strike
- Zero Style Mint

## Carteles sobre el protocolo para fumar
Japan Tabacco International publica una serie de carteles diseñados para educar a los fumadores sobre el protocolo del hecho de fumar. Se pueden ver ampliamente en Japón, sobre todo en las estaciones de tren.

## Expediente medioambiental
En 2008, Japan Tobacco tuvo problemas sanitarios relacionados con su empresa: unas empanadillas de gyoza contaminadas elaboradas por la fábrica de una empresa china, que vendía sus productos a JT, envenenaron a 10 personas, entre ellas una niña de cinco años. Otros miles de japoneses acudieron también al hospital por problemas estomacales. Se encontraron varias empanadillas que contenían diclorvos y  metamidofos, sustancias químicas prodecentes de pesticidas. El Ministro de Sanidad de Japón declaró que la contaminación en la fábrica china fue posiblemente intencionada, y que la policía estaba investigando si se trataba de un intento de homicidio. Las empanadillas procedían de China, pero Japan Tobacco ha declarado que no tiene previsto cesar la producción en este país. Las ventas de alimentos congelados se redujeron en 60% desde que se produjo la alarma sanitaria. El precio de las acciones de Japan Tobacco cayó un 7,1% después de que se vieran obligados a retirar sus productos, y la empresa también perdió un acuerdo de fusión de 500 millones de dólares con Nissan Foods debido a este incidente.

## Cumplimiento de la normativa contra el comercio ilícito
Japan Tobacco Inc, a través de sus divisiones operativas internacionales JT International S.A. y JT International Holding BV, firmó en 2007 un Acuerdo de Cooperación con la Comisión Europea para combatir el comercio ilícito de cigarrillos, en virtud de cuyo artículo 9 la empresa se comprometía a "revelar de forma proactiva" a la Oficina Europea de Lucha contra el Fraude (Office Europeen de Lutte Antifraude – OLAF) "... toda la información material que llegue a su poder después de la Fecha de Ejecución relativa a un producto potencialmente ilegal". El Acuerdo define "producto ilegal" como cigarrillos de contrabando o falsificados. Tanto Japan Tobacco Inc como Japan International S.A. afirman adherirse a un "enfoque de tolerancia cero" frente al comercio ilícito.
Sin embargo, JT International S.A. y varios de sus distribuidores, incluidos Megapolis en Rusia e IBCS en Chipre, se han visto implicados desde 2011 en una operación de contrabando generalizado que incluye la venta de cigarrillos a un comprador en Siria sujeto a sanciones de la UE, Suiza y Estados Unidos y el desvío de cigarrillos de Rusia a la Unión Europea y el contrabando de Winston y otras marcas populares de cigarrillos a Irán. Un ejecutivo de JT International S.A. declaró a Wall Street Journal en agosto de 2012 que la empresa había seguido enviando cigarrillos a Siria hasta febrero de 2012, casi un año después de la imposición de las sanciones de la UE y Estados Unidos. El WSJ citaba fuentes disidentes sirias que afirmaban que el gobierno del presidente sirio Bashar al-Assad utilizaba cigarrillos como paga para las fuerzas militares y milicias irregulares, conocidas como shabiha.
Documentos de la empresa muestran que en 2010 el jefe de la oficina de seguridad de JT International S.A. -que desempeñaba una función similar en la antigua Gallager Group PLC- trató de destruir pruebas que vinculaban hasta 13 funcionarios de la empresa con contrabandistas en la región de los Balcanes; la dirección de la empresa realizaba entonces un esfuerzo paralelo para piratear los correos electrónicos de los investigadores de la empresa contra el contrabando, los competidores y las fuerzas de seguridad.
La empresa también anunció en 2011 que había comprado el mayor productor de cigarrillos de Sudán y Sudán del Sur como parte de un esfuerzo para ampliar las ventas en regiones devastadas por la guerra, que se ha convertido en centro del contrabando de cigarrillos.

## Patrocinios
- Galan Slim Loud & Vote Back To 80's
- Galan Slim Rock Your City
- Golf Nippon Series JT Cup (1998-presente)
- Mild Seven Tennis Campeonatos de la WTA
- Mild Seven Outdoor Quest
- Mild Seven Millennium Countdown (31 de diciembre de 1999-1 de enero del 2000)
- Equipos de F1 de Benetton & Renault.
- Mild Seven (Marzo de 2012 y 2013) Benson & Hedges (2013–presente) a Pobol y Cwm Welsh Language Drama
- Wismilak Diplomat Success Challenge IDR 500.000.000 (2010, 2011, y 2012-2017 no juntos de nuevo Wismilak en Japan Tobacco desde 2011 hasta 2016).
- Wismilak International Tennis WTA Championships
- Wismilak Slim Bolaria
- Gudang Garam Intersport Worldstage (2015–presente)
- Suryanation Motorland (2015–presente)